# Min kamp mot tiden
Min kamp mot tiden är en svensk dokumentärfilm från 2003 av Andreas Franzén för Sveriges Television. I filmen får man följa Rapports nyhetsankare Ulla-Carin Lindquists vardag med sin sjukdom, ALS.
Filmen spelades in under hösten 2003. Till följd av sin sjukdom avled Ulla-Carin Lindquist den 10 mars 2004, samma dag som dokumentären premiärsändes i SVT1.

### Fotnoter
1. ↑  ”Min kamp mot tiden”. Svensk mediedatabas. 10 mars 2004. http://smdb.kb.se/catalog/id/001632913. Läst 20 september 2016.